# Gabriela Grzywińska
Gabriela Grzywińska (ur. 18 lutego 1996) – polska piłkarka, występująca na pozycji defensywnego pomocnika w rosyjskim klubie Zenit Petersburg. W latach 2015–2022 była reprezentantką Polski.

## Życiorys
Na początku 2013 roku zawodniczka, po czterech latach gry w Wandzie Kraków, przeszła do RTP Unii Racibórz, z którą w sezonie 2012/2013 zdobyła tytuł mistrzyni Polski. Na rozegranych w czerwcu 2013 roku Mistrzostwach Europy do lat 17 piłkarka zdobyła wraz z reprezentacją Polski U-17 złote medale.
W styczniu 2014 roku na skutek problemów finansowych Unii Racibórz wraz z Eweliną Kamczyk przeszła do Medyka Konin, z którym w 2014 i 2015 zdobyła mistrzostwo i Puchar Polski. W 2013 zadebiutowała w pierwszej reprezentacji Polski. Po zakończeniu sezonu 2015/16 przeszła do Górnika Łęczna. 13 sierpnia 2016 roku strzeliła swoją pierwszą bramkę w Ekstralidze. Górnik Łęczna wygrał z UKS SMS Łódź 4:1, a dla Grzywińskiej był to 59. mecz w najwyższej klasie rozgrywkowej.
W sezonie 2017/18 wraz z Górnikiem wywalczyła pierwszy tytuł Mistrza Polski (na trzy kolejki przed końcem rozgrywek, po pokonaniu ASZ PWSZ Wałbrzych 2:1) oraz Puchar Polski, po wygraniu z Czarnymi Sosnowiec 3:1.
Po zakończeniu sezonu 2018/19 wróciła do poprzedniego klubu, Medyka Konin. W 2021 związała się z rosyjskim Zenitem Petersburg. W związku z inwazją Rosji na Ukrainę i dalszym jej występowaniem w barwach tego klubu przestała być powoływana do reprezentacji Polski.

## Sukcesy klubowe
- Mistrzostwo Polski (2012/13, 2013/14, 2014/15, 2015/16, 2017/18, 2018/19)
- Wicemistrzostwo Polski (2016/17, 2019/20)
- Puchar Polski (2013/14, 2014/15, 2015/16, 2017/18)
- Finał Pucharu Polski (2012/13, 2016/17)
- Ćwierćfinał Pucharu Polski (2019/20)

## Sukcesy reprezentacyjne
- Mistrzostwo Europy do lat 17 (2013)